# Lion Bar

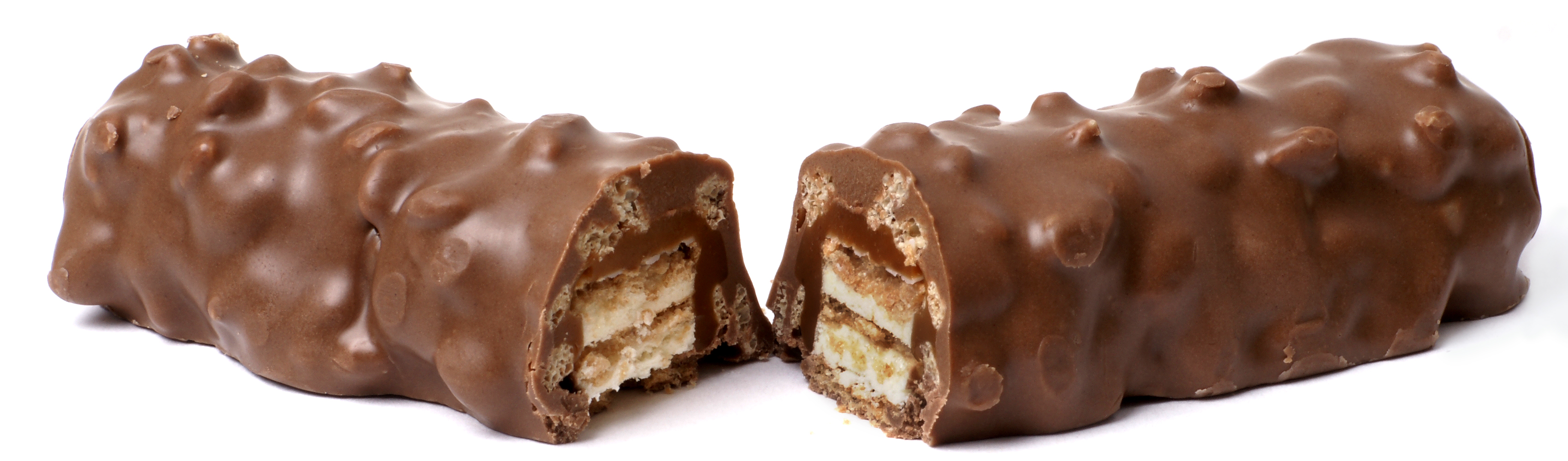
Barra do Chocolate Lion

Lion Bar é um chocolate em barra fabricado pela Nestlé. Ele possuí aspecto, composição e consistência parecidas com o chokito. No Brasil ele pode ser obtido em lojas especializadas na importação de chocolates.